# Tony Award des meilleurs décors pour une comédie musicale
Le Tony Award de la meilleure conception de décors pour une comédie musicale est une récompense annuelle décernée lors des Tony Awards pour la conception et réalisation de décors pour des productions scéniques de comédies musicales jouées à Broadway. Le prix a été présenté pour la première fois en 1960 après que la catégorie de la meilleure conception de décors ait été divisée en deux, distinguant les productions théâtrales des comédies musicales.

## Gagnants et nommés

### Années 1960
| Année                              | Designer           | Production |
| ---------------------------------- | ------------------ | ---------- |
| 1960 14e cérémonie des Tony Awards |                    |            |
| Oliver Smith                       | The Sound of Music |            |
| Cecil Beaton                       | Saratoga           |            |
| William & Jean Eckart              | Fiorello!          |            |
| Peter Larkin                       | Greenwillow        |            |
| Jo Mielziner                       | Gypsy              |            |
| 1961 15e cérémonie des Tony Awards |                    |            |
| Oliver Smith                       | Camelot            |            |
| George Jenkins                     | 13 Daughters       |            |
| Robert Randolph                    | Bye Bye Birdie     |            |
| 1962 – 1969                        | NC                 | NC         |

### Années 2000
| Année                                                      | Designer                       | Production |
| ---------------------------------------------------------- | ------------------------------ | ---------- |
| 2000 – 2004                                                | NC                             | NC         |
| 2005 59e cérémonie des Tony Awards                         |                                |            |
| Michael Yeargan                                            | The Light in the Piazza        |            |
| Tim Hatley                                                 | Spamalot                       |            |
| Rumi Matsui                                                | Pacific Overtures              |            |
| Anthony Ward                                               | Chitty Chitty Bang Bang        |            |
| 2006 60e cérémonie des Tony Awards                         |                                |            |
| David Gallo                                                | The Drowsy Chaperone           |            |
| John Lee Beatty                                            | The Color Purple               |            |
| Derek McLane                                               | The Pajama Game                |            |
| Klara Zieglerova                                           | Jersey Boys                    |            |
| 2007 61e cérémonie des Tony Awards                         |                                |            |
| Bob Crowley                                                | Mary Poppins                   |            |
| Christine Jones                                            | Spring Awakening               |            |
| Anna Louizos                                               | High Fidelity                  |            |
| Allen Moyer                                                | Grey Gardens                   |            |
| 2008 62e cérémonie des Tony Awards                         |                                |            |
| Michael Yeargan                                            | South Pacific                  |            |
| Timothy Bird, David Farley & The Knifedge Creative Network | Sunday in the Park with George |            |
| Anna Louizos                                               | In the Heights                 |            |
| Robin Wagner                                               | Young Frankenstein             |            |
| 2009 63e cérémonie des Tony Awards                         |                                |            |
| Ian MacNeil                                                | Billy Elliot, the Musical      |            |
| Robert Brill                                               | Guys and Dolls                 |            |
| Scott Pask                                                 | Pal Joey                       |            |
| Mark Wendland                                              | Next to Normal                 |            |

### Années 2010
| Année                              | Designer                                  | Production |
| ---------------------------------- | ----------------------------------------- | ---------- |
| 2010 64e cérémonie des Tony Awards |                                           |            |
| Christine Jones                    | American Idiot                            |            |
| Marina Draghici                    | Fela!                                     |            |
| Derek McLane                       | Ragtime                                   |            |
| Tim Shortall                       | La Cage aux folles                        |            |
| 2011 65e cérémonie des Tony Awards |                                           |            |
| Scott Pask                         | The Book of Mormon                        |            |
| Beowulf Boritt                     | The Scottsboro Boys                       |            |
| Derek McLane                       | Anything Goes                             |            |
| Donyale Werle                      | Bloody Bloody Andrew Jackson              |            |
| 2012 66e cérémonie des Tony Awards |                                           |            |
| Bob Crowley                        | Once                                      |            |
| Jon Driscoll & Rob Howell          | Ghost the Musical                         |            |
| Sven Ortel & Tobin Ost             | Newsies                                   |            |
| George Tsypin                      | Spider-Man: Turn Off the Dark             |            |
| 2013 67e cérémonie des Tony Awards |                                           |            |
| Rob Howell                         | Matilda the Musical                       |            |
| Anna Louizos                       | The Mystery of Edwin Drood                |            |
| Scott Pask                         | Pippin                                    |            |
| David Rockwell                     | Kinky Boots                               |            |
| 2014 68e cérémonie des Tony Awards |                                           |            |
| Christopher Barreca                | Rocky the Musical                         |            |
| Julian Crouch                      | Hedwig and the Angry Inch                 |            |
| Alexander Dodge                    | A Gentleman's Guide to Love and Murder    |            |
| Santo Loquasto                     | Bullets Over Broadway                     |            |
| 2015 69e cérémonie des Tony Awards |                                           |            |
| Bob Crowley & 59 Productions       | An American in Paris                      |            |
| David Rockwell                     | On the Twentieth Century                  |            |
| Michael Yeargan                    | The King and I                            |            |
| David Zinn                         | Fun Home                                  |            |
| 2016 70e cérémonie des Tony Awards |                                           |            |
| David Rockwell                     | She Loves Me                              |            |
| Es Devlin & Finn Ross              | American Psycho                           |            |
| David Korins                       | Hamilton                                  |            |
| Santo Loquasto                     | Shuffle Along                             |            |
| 2017 71e cérémonie des Tony Awards |                                           |            |
| Mimi Lien                          | Natasha, Pierre & The Great Comet of 1812 |            |
| Rob Howell                         | Groundhog Day                             |            |
| David Korins                       | War Paint                                 |            |
| Santo Loquasto                     | Hello, Dolly!                             |            |
| 2018 72e cérémonie des Tony Awards |                                           |            |
| David Zinn                         | SpongeBob SquarePants                     |            |
| Dane Laffrey                       | Once on This Island                       |            |
| Scott Pask                         | The Band's Visit                          |            |
| Scott Pask, Finn Ross & Adam Young | Mean Girls                                |            |
| Michael Yeargan                    | My Fair Lady                              |            |
| 2019 73e cérémonie des Tony Awards |                                           |            |
| Rachel Hauck                       | Hadestown                                 |            |
| Robert Brill & Peter Nigrini       | Ain't Too Proud                           |            |
| Peter England                      | King Kong                                 |            |
| Laura Jellinek                     | Oklahoma!                                 |            |
| David Korins                       | Beetlejuice                               |            |

### Années 2020
| Année                                | Designer                                       | Production |
| ------------------------------------ | ---------------------------------------------- | ---------- |
| 2021 74e cérémonie des Tony Awards   |                                                |            |
| Derek McLane                         | Moulin Rouge!                                  |            |
| Riccardo Hernández et Lucy Mackinnon | Jagged Little Pill                             |            |
| Mark Thompson et Jeff Sugg           | Tina                                           |            |
| 2022 75e cérémonie des Tony Awards   |                                                |            |
| Bunny Christie                       | Company                                        |            |
| Beowulf Boritt et 59 Productions     | Flying Over Sunset                             |            |
| Arnulfo Maldonado                    | A Strange Loop                                 |            |
| Derek McLane et Peter Nigrini        | MJ                                             |            |
| Allen Moyer                          | Paradise Square                                |            |
| 2023 76e cérémonie des Tony Awards   |                                                |            |
| Beowulf Boritt                       | New York, New York                             |            |
| Mimi Lien                            | Sweeney Todd: The Demon Barber of Fleet Street |            |
| Michael Yeargan et 59 Productions    | Camelot                                        |            |
| Scott Pask                           | Shucked                                        |            |
| Scott Pask                           | Some Like It Hot                               |            |
| 2024 77e cérémonie des Tony Awards   |                                                |            |
| Tom Scutt                            | Cabaret at the Kit Kat Club                    |            |
| AMP featuring Tatiana Kahvegian      | The Outsiders                                  |            |
| Robert Brill et Peter Nigrini        | Hell's Kitchen                                 |            |
| Takeshi Kata                         | Water for Elephants                            |            |
| David Korins                         | Here Lies Love                                 |            |
| Tim Hatley et Finn Ross              | Back to the Future: The Musical                |            |
| Riccardo Hernández et Peter Nigrini  | Lempicka                                       |            |
| 2025 78e cérémonie des Tony Awards   |                                                |            |
| Dane Laffrey et George Reeve         | Maybe Happy Ending                             |            |
| Rachel Hauck                         | Swept Away                                     |            |
| Arnulfo Maldonado                    | Buena Vista Social Club                        |            |
| Derek McLane                         | Death Becomes Her                              |            |
| Derek McLane                         | Just in Time                                   |            |